# Jacky Duguépéroux
Jacky Duguépéroux (Saint-Malo, 1948. január 2. –) francia labdarúgó, hátvéd, edző.

## Pályafutása

### Játékosként
Duguépéroux 1965-ben a francia élvonabeli Valenciennes csapatában kezdte el felnőtt labdarúgói pályafutását; 1965 és 1973 között százötvenkét bajnoki mérkőzésen egy gólt szerzett. 1973 és 1979 között a szintén élvonalbeli RC Strasbourg csapatában futballozott; közel kétszáz bajnoki mérkőzésen lépett pályára. Legnagyobb sikerét labdarúgóként az 1978-1979-es idényben ért el, amikor a klubbal francia bajnoki címet ünnepelhetett, valamint bejutott az UEFA-kupa nyolcaddöntőjébe. Labdarúgó pályafutását az ASPV Strasbourg csapatánál fejezte be.

### Edzőként
Duguépéroux visszavonulása után edzőként folytatta az ASPV Strasbourg csapatánál. 1995 márciusában kinevezték korábbi csapata, az élvonalbeli RC Strasbourg csapata élére, és rögtön első idényében Intertotó-kupa győzelemig vezette a csapatot, valamint 1997-ben francia ligakupagyőztes lett. 1998 és 2004 között játékos megfigyelőként dolgozott a klubnál, 2004 októberében azonban ismét kinevezték a csapat vezetőedzőjének; a csapattal 2005-ben ismét megnyerte a francia ligakupát. 2006-ban aláírt a tunéziai Espérance Sportive de Tunis csapatához, amellyel 2007-ben tunéziai kupagyőztes lett. 2014 márciusában harmadik alkalommal is őt nevezték ki az immáron a francia harmadosztályban RC Strasbourg edzőjének; a 2015-2016-os idényben megnyerte a bajnokságot a csapattal, a másodosztályban már Thierry Laurey vette át a csapat irányítását.

## Sikerei, díjai

### Játékosként
- RC Strasbourg
- Francia bajnok: 1978–1979

### Edzőként
- RC Strasbourg
- Francia harmadosztályú bajnok: 2015–2016
- Francia ligakupagyőztes: 1997, 2005
- Intertotó-kupa győztes: 1995
- Espérance Sportive de Tunis
- Tunéziai kupagyőztes: 2007